# 장현 (1956년)
장현(1956년 2월 21일 ~ 1990년 8월 16일)은 대한민국의 가수이다. 가수 장덕의 오빠이며, 1976년 장덕과 현이와 덕이를 결성하였다.
1990년 2월 4일 동생 장덕은 감기약과 기관지 확장제 그리고 수면제를 동시에 복용해서 쇼크사로 숨졌으며, 같은 해 8월 장현도 설암으로 건강이 악화되어 사망하였다.

## 생애
1955년생으로 알려지기도 했으나 실제로는 1956년 2월 21일(음력 1월 10일)에 태어났다. 아버지는 첼리스트였고 어머니는 화가였다. 1961년 4월 21일 동생 장덕이 태어났고 이후 동생과 함께 미8군부대에서 먼저 데뷔한 후 1976년 현이와 덕이라는 이름으로 한국가요계에 데뷔하였다. 장현은 1976년 <젊음의 도시> 등 영화에도 출현하였으며, 1978년에는 MBC 서울국제가요제에서 입상하였다. (<더욱 큰 사랑> 가수 : 장현 / 작사,작곡 : 장덕)

## 학력
- 1962년 8월 서울충무초등학교 → 1963년 2월 싱가포르 빅토리아 스쿨 초등부 → 1963년 8월 캐나다 온타리오주 오타와 코퍼스 크리스티 스쿨 초등부 → 1964년 2월 미국 텍사스주 멤피스 로잰 컬리지에이트 스쿨 초등부 → 1964년 8월 미국 캘리포니아주 새너제이 맨저니타 홀 스쿨 초등부 → 1965년 2월 미국 캘리포니아주 카멀바이더시 올 세인츠 데이 스쿨 초등부 → 1968년 2월 서울흥인초등학교 (졸업)
- 1971년 2월 서울대학교 사범대학 부설중학교 (졸업)
- 1974년 2월 안양영화예술고등학교 연극영화과 (졸업)

## 가수로서의 활동
장현은 동생 장덕과 함께 현이와 덕이를 결성하여 많은 사랑을 받았다.
1975년 장현은 동생 장덕과 함께 미8군부대에서 '드래곤 랫츠(Dragon Rats)'라는 이름으로 데뷔하였으며, 이듬해 1976년 현이와 덕이로 재결성하여 한국가요계 데뷔하였다. 특히 동생 장덕은 작사,작곡,편곡,프로듀싱을 했을 만큼 음악계에서 능력을 인정 받았다. 1977년 동생 장덕은 진미령이 부른 <소녀와 가로등>의 작사, 작곡가 자격으로 제1회 <MBC 서울 국제가요제>에서 최연소로 입상하였으며, 이후 4년 연속 이대회에서 작사/작곡가로 입상하게 된다.
 이들은 <젊은 도시> <우리들의 고교시대>, <내마음 나도몰라>, <선생님 안녕>, <꿈초롱 둘이서> 등 10여편 영화에 주연 또는 조연으로 출연하였다. 이후 현이와덕이는 1978년 그들의 첫 레코드 모음집인 <순진한 아이> <꼬마인형> <소녀와 가로등> <일기장> <작은소녀의 사랑이야기> <너는> 등이 수록된 [정규1집]을 취입, 출반했다.
한때 장현은 '현이와 거룩한 성' 등의 타 그룹 또는 솔로로 전환했으나, 1985년 재결합하여 <너나 좋아해 나너 좋아해> <이젠 안녕> <잠깐> <뒤늦은 후회> 등이 수록 된 정규2집을 발표한다. 그러나 얼마 뒤 다시 해체하였고, 각자의 길을 걷게 된다.
이후 싱어송라이터였던 동생 장덕은 1986년 4집 솔로앨범 타이틀곡 '님 떠난 후' 가 가요톱텐 5주 연속 1위를 하여 골든컵을 수상(1987) 하였으며, 자신이 작곡한 이은하의 <미소를 띄우며 나를 보낸 그 모습처럼> 마저 크게 히트하였다. 또한 ABU 가요제에서 한국대표가 되는 등 1987년 가장 성공한 여자스타 대열에 합류하였다. 그리고 장현은 코아기획을 설립하여 회사 대표이사로 일하게 된다.

## 암 투병과 사망
1980년대 말 장현은 설암 말기로 인해 시한부 인생을 선고받았다. 이에 동생 장덕은 오빠 장현의 병간호에 들어가 연예인 활동을 잠정 중단한다. 그와중에 평소에 앓아 오던 불면증과 정신병과 우울증이 겹치면서 약물을 과다복용을 하게 되는데, 결국 1990년 2월 4일 서울특별시 마포구 염리동 자택에서 30살의 나이로 사망했고, 장현 또한 "혀의 일부분을 자른다면 회생 가능성이 있다."라는 진단을 거부하여 결국 병이 악화되어 같은 해 8월 16일 세상을 떠났다(향년 34세).

## 노래, 레코드, 음반
- 더욱 큰 사랑 - '78 MBC 국제가요제 입상
- 1978년 현이와 덕이 정규 1집[4]
- 1985년 현이와 덕이 정규 2집[5]
- 1987년 장현 만날수 없는 사랑 정규 1집.[6]

## 같이 보기
- 장덕
- 현이와 덕이